# Medibank International Sydney 2009
Medibank International Sydney 2009 — тенісний турнір, що проходив на відкритих кортах з твердим покриттям. Це був 117-й за ліком турнір, відомий того року як Sydney International, Належав до категорії 250 у рамках Туру ATP 2009, а також до категорії Premier у рамках Туру WTA 2009. І чоловічі, і жіночі змагання відбулись у NSW Tennis Centre у Сіднеї (Австралія). Тривав з 11 до 17 січня 2009 року.

## Фінальна частина

### Чоловіки. Одиночний розряд
Давід Налбандян —  Яркко Ніємінен, 6–3, 6–7(9–11), 6–2
- Для Налбандяна це був 1-й титул за рік і 10-й — за кар'єру.

### Одиночний розряд. Жінки
Олена Дементьєва —  Дінара Сафіна, 6–3, 2–6, 6–1
- Для Дементьєвої це був 2-й титул за сезон і 13-й — за кар'єру.

### Парний розряд. Чоловіки
Боб Браян /  Майк Браян —  Деніел Нестор /  Ненад Зімоньїч, 6–1, 7–6(7–3)

### Парний розряд. Жінки
Сє Шувей /  Пен Шуай —  Наталі Деші /  Кейсі Деллаква, 6–0, 6–1